# Minatitlán (Veracruz)
Minatitlán è una municipalità dello stato di Veracruz, nel Messico centrale, il cui capoluogo è la località omonima.
Conta 157.840 abitanti (2010) e ha una estensione di 2.115,20  km². 		
Il significato della località in lingua nahuatl è dedicato a Mina, l'eroe della guerra d'indipendenza del Messico, Francisco Javier Mina.